# 尾崎知光
尾崎 知光（おざき さとあきら、1924年1月25日 - ）は、日本の国語学者・国文学者。専攻は国語学史・国学・古代文学。愛知県立大学名誉教授。

## 人物
愛知県名古屋市生まれ。尾崎忠征、尾崎良知の子孫。1949年東京大学文学部国文学科卒業。1949年名古屋大学文学部文部教官三級、1955年愛知県立女子短期大学助教授、1957年愛知県立女子大学助教授、1961年同大学教授、1966年愛知県立大学教授。1988年、定年退職、愛知県立大学名誉教授、愛知淑徳大学文学部教授。1999年、定年退職。

## 著書

### 単著
- 『和泉式部日記考注』東宝書房、1954年（増訂版、1957年）
- 『近代文章の黎明：二葉亭「浮雲」の場合』桜楓社〈国語国文学研究叢書18〉、1967年（増訂版、1977年）
- 『源氏物語私読抄』笠間書院〈笠間選書113〉、1978年
- 『国語学史の基礎的研究：近世の活語研究を中心として』笠間書院〈笠間叢書179〉、1983年
- 『古事記考説』和泉書院〈研究叢書71〉、1989年。ISBN 4870883368
- 『国語学史の探求』新典社〈新典社研究叢書231〉、2012年。ISBN 9784787942319
- 『古事記續考と資料』新典社〈新典社研究叢書286〉、2016年。ISBN 9784787942869

### 共編著
- 『古事記』白帝社、1972年
- 『古事記：全注』おうふう、1972年。ISBN 4273008297
- （森孝太郎共編）『白氏長慶集諺解』和泉書院〈和泉書院影印叢書6〉、1986年。ISBN 4870881780
- 草鹿砥宣隆『古言別音抄：草鹿砥氏旧蔵本』和泉書院〈和泉書院影印叢書79〉、1991年。ISBN 4870884992

### 解説
- 『鎮国守国神社蔵本：三宝類聚名義抄』未刊国文資料刊行会、1965年
- 本居宣長『菅笠日記』勉誠社〈勉誠社文庫110〉、1982年
- 谷川士清『和訓栞 大綱』勉誠社〈勉誠社文庫121〉、1984年
- 本居宣長『菅笠日記』和泉書院、1987年。ISBN 4870882418
- 本居春庭『詞八衢』勉誠社〈勉誠社文庫139〉、1990年。ISBN 4585001395
- （野田昌共編）栗田直政『源氏遠鏡』勉誠社〈勉誠社文庫140〉、1991年。ISBN 4585001409
- 尾崎忠征・尾崎良知『旅雁秘録』私家版、2003年